# 米爾德里德 (密蘇里州)
米爾德里德（英語：Mildred）是位於美國密蘇里州托尼縣的非建制地區。

## 歷史
米爾德里德的郵局於1910年設立，其後於1934年停運。

## 地理
米爾德里德所處的海拔為高於海平面299米（即981英呎），而該地所採用的時區為UTC-6，即北美中部時區（CST）。同時該地設有夏令時間，為UTC-6調快一小時，即UTC-5（CDT）。